# Northern Islands
Northern Islands (с англ. — «Северные острова») — кодовое наименование семейства графических процессоров, разработанное графическим подразделением американской компании AMD (бывшая ATI Technologies).
Продукты на базе GPU данного семейства выпущены в конце 2010 года.

## История создания
Согласно ранним сведениям, GPU семейства «Northern Islands» могли быть созданы на основе 32-нанометрового техпроцесса.
Было заявлено о поддержке стандарта Direct3D 11.1, который на тот момент находился в разработке. Ранее ходили слухи, что семейство «Northern Islands» будет называться «Hecatoncheires». Графические процессоры семейства «Northern Islands» станут частью новых платформ AMD с кодовыми названиями «Scorpius» и «Lynx», которые появятся в 2011 году.
На пресс-конференции AMD, посвященной итогам компании в прошедшем квартале и 2009 годе в целом, глава компании Дирк Мейер заявил: «Сейчас мы наращиваем выпуск моделей серии ATI Radeon HD 5000 и собираемся обновить всю линейку во второй половине следующего года». Журналисты полагают, что фразу «следующий год» надо рассматривать как «следующий финансовый год». Исходя из этих рассуждений, дата выхода «Northern Islands» назначена на вторую половину 2010 календарного года.
6 января 2010 года менеджер по связям с разработчиками AMD Ричард Хадди (англ. Richard Huddy) в интервью с bit-tech.net сообщил о дате выхода «Northern Islands». В частности, было сказано, что релиз данного семейства GPU планируется на вторую половину 2010 года.

## Выпуск видеокарт
22 октября 2010 года видеокарты HD 6850 и HD 6870 на базе чипов Barts Pro и Barts XT соответственно были представлены официально. Чипы Barts имеют такую же 5-way VLIW шейдерную архитектуру как и чипы семейства Evergreen, но обладают улучшенным блоком тесселляции. По уровню производительности новые видеокарты позиционируются быстрее и медленнее HD 5850 для 6870 и 6850 соответственно.
15 декабря 2010 года были представлены две видеокарты Radeon HD 6950 и HD 6970 на базе чипов Cayman Pro и Cayman XT соответственно.
В марте 2011 года состоялся выход двухпроцессорной видеокарты Radeon HD 6990 под кодовым именем Antilles, которая получила 3072 потоковых процессора. 6990 основывается на двух чипах Cayman XT, каждый из которых содержит 1536 потоковых процессоров.

## Сводная таблица видеокарт[7]
- Все модели изготавливаются по нормам 40 нм техпроцесса
- Все модели поддерживают DirectX 11, OpenGL 4.4 и OpenCL 1.2
- У всех моделей интерфейс ввода-вывода — PCIe 2.1 x16
- У всех моделей заявлена поддержка HD3D, UVD3, HDMI 1.4a, DP 1.2
- 1 Унифицированных шейдерных процессоров : Текстурных блоков : Блоков растеризации
- 2 Эффективная скорость передачи данных памяти GDDR5 является учетверенной относительно реальной, вместо удвоенной как у другой памяти DDR.

| Модель         | Дата                                          | Кодовое имя | Транзис- торов (млн) | Площадь чипа (мм2) | Объём видеопамяти (МБ) | Частоты    | Частоты         | Конфигурация ядра 1                    | Пиковая скорость заполнения | Пиковая скорость заполнения | Память                        | Память     | Память     | Теоретическая производительность (Гигафлопс) | Энерго- потребление (Вт) | Энерго- потребление (Вт) | Double-precision FP | Рекомендованная цена (USD) |
| Модель         | Дата                                          | Кодовое имя | Транзис- торов (млн) | Площадь чипа (мм2) | Объём видеопамяти (МБ) | ядрo (MHz) | память (MHz)    | Конфигурация ядра 1                    | (гига- пикселей/с)          | (гига- текселей/с)          | Пропускная способность (ГБ/с) | Тип        | Шина (бит) | Теоретическая производительность (Гигафлопс) | Покой                    | Максимум                 | Double-precision FP | Рекомендованная цена (USD) |
| -------------- | --------------------------------------------- | ----------- | -------------------- | ------------------ | ---------------------- | ---------- | --------------- | -------------------------------------- | --------------------------- | --------------------------- | ----------------------------- | ---------- | ---------- | -------------------------------------------- | ------------------------ | ------------------------ | ------------------- | -------------------------- |
| Radeon HD 6450 | 7 февраля 2011 (OEM) 7 апреля 2011 (розница)  | Caicos      | 370                  | 67                 | 512 1024               | 625-750    | 533-800 800—900 | 160:8:4                                | 2.5-3                       | 5-6                         | 8.5-12.8 25.6-28.8            | DDR3 GDDR5 | 64         | 200-240                                      | 9                        | 18 27                    | Нет                 | $55 (GDDR5)                |
| Radeon HD 6570 | 7 февраля 2011 (OEM) 19 апреля 2011 (розница) | Turks PRO   | 716                  | 118                | 512 1024               | 650        | 900 1000        | 480:24:8                               | 5.2                         | 15.6                        | 28.8 64                       | DDR3 GDDR5 | 128        | 624                                          | 10 11                    | 44 60                    | Нет                 | $79 (GDDR5)                |
| Radeon HD 6670 | 7 февраля 2011 (OEM) 19 апреля 2011 (розница) | Turks XT    | 716                  | 118                | 512 1024               | 800        | 1000            | 480:24:8                               | 6.4                         | 19.2                        | 64                            | GDDR5      | 128        | 768                                          | 12                       | 66                       | Нет                 | $99                        |
| Radeon HD 6750 | 21 января 2011 (OEM) 28 апреля 2011 (розница) | Juniper PRO | 1040                 | 166                | 512 1024               | 700        | 1150            | 720:36:16                              | 11.2                        | 25.2                        | 73.6                          | GDDR5      | 128        | 1008                                         | 16                       | 86                       | Нет                 |                            |
| Radeon HD 6770 | 21 января 2011 (OEM) 28 апреля 2011 (розница) | Juniper XT  | 1040                 | 166                | 512 1024               | 850        | 1200            | 800:40:16                              | 13.6                        | 34                          | 76.8                          | GDDR5      | 128        | 1360                                         | 18                       | 108                      | Нет                 |                            |
| Radeon HD 6790 | 22 апреля 2011                                | Barts LE    | 1700                 | 255                | 1024                   | 840        | 1050            | 800:40:16                              | 13.4                        | 33.6                        | 134.4                         | GDDR5      | 256        | 1344                                         | 15                       | 150                      | Нет                 | $149                       |
| Radeon HD 6850 | 22 октября 2010                               | Barts Pro   | 1700                 | 255                | 1024                   | 775        | 1000            | 960:48:32                              | 24.8                        | 37.2                        | 128                           | GDDR5      | 256        | 1488                                         | 15                       | 127                      | Нет                 | $179                       |
| Radeon HD 6870 | 22 октября 2010                               | Barts XT    | 1700                 | 255                | 1024                   | 900        | 1050            | 1120:56:32                             | 28.8                        | 50.4                        | 134.4                         | GDDR5      | 256        | 2016                                         | 19                       | 151                      | Нет                 | $239                       |
| Radeon HD 6930 | декабрь 2011                                  | Cayman CE   | 2640                 | 389                | 1024 2048              | 750        | 1200            | 1280:80:32                             | 24                          | 66                          | 153.6                         | GDDR5      | 256        | 1920                                         | 20                       | 200                      | 480                 | $175 $195                  |
| Radeon HD 6950 | 15 декабря 2010                               | Cayman Pro  | 2640                 | 389                | 1024 2048              | 800        | 1250            | 1408(352x4):88:32                      | 25.6                        | 70.4                        | 160                           | GDDR5      | 256        | 2252.8                                       | 20                       | 200                      | 563.2               | $299                       |
| Radeon HD 6970 | 15 декабря 2010                               | Cayman XT   | 2640                 | 389                | 2048                   | 880        | 1375            | 1536(384x4):96:32                      | 28.16                       | 84.48                       | 176                           | GDDR5      | 256        | 2703.36                                      | 20                       | 250                      | 675.84              | $369                       |
| Radeon HD 6990 | 08 марта 2011                                 | Antilles    | 2 x 2640             | 2 x 389            | 4096                   | 830/880    | 1250            | 3072 (2x1536) : 192 (2x96) : 64 (2x32) | 26.5                        | 79.6                        | 160                           | GDDR5      | 2x256      | 5099                                         | 37                       | 375/450                  | 1270                | $699                       |